# خط طول 77° شرق
خط طول 77° شرق هو أحد خطوط الطول الجغرافية، والتي تمتد من القطب الشمالي الجغرافي إلى القطب الجنوبي الجغرافي، وحسب التحويل الزمني يتقدم خط طول 77° شرق عن خط غرينتش بـ5 ساعة و8 دقيقة.

## من القطب إلى القطب
ينطلق خط طول 77° شرق من القطب الشمالي نحو القطب الجنوبي مرورا بالمناطق التي ترد في الجدول التالي:
| الإحداثيات                         | البلد أو الإقليم أو البحر | ملاحظات |
| ---------------------------------- | ------------------------- | --- |
| 90°0′N 77°0′E / 90.000°N 77.000°E  | المحيط المتجمد الشمالي    | |
| 81°6′N 77°0′E / 81.100°N 77.000°E  | بحر كارا                  | |
| 79°35′N 77°0′E / 79.583°N 77.000°E | روسيا                     | Vize Island |
| 79°29′N 77°0′E / 79.483°N 77.000°E | بحر كارا                  | مرورا بشرق Vilkitsky Island, روسيا · مرورا بشرق Neupokoyeva Island, روسيا |
| 72°22′N 77°0′E / 72.367°N 77.000°E | روسيا                     | Oleniy Island |
| 72°13′N 77°0′E / 72.217°N 77.000°E | Yuratski Bay              | |
| 72°0′N 77°0′E / 72.000°N 77.000°E  | روسيا                     | Gydan Peninsula |
| 71°24′N 77°0′E / 71.400°N 77.000°E | Khalmyer Bay              | |
| 71°9′N 77°0′E / 71.150°N 77.000°E  | روسيا                     | Gydan Peninsula |
| 69°1′N 77°0′E / 69.017°N 77.000°E  | Taz Estuary               | |
| 68°37′N 77°0′E / 68.617°N 77.000°E | روسيا                     | |
| 53°45′N 77°0′E / 53.750°N 77.000°E | كازاخستان                 | مرورا عبر بحيرة بالكاش مرورا بشرق ألماتي |
| 42°58′N 77°0′E / 42.967°N 77.000°E | قرغيزستان                 | مرورا عبر بحيرة إيسيك كول lake |
| 41°3′N 77°0′E / 41.050°N 77.000°E  | جمهورية الصين الشعبية     | سنجان |
| 35°36′N 77°0′E / 35.600°N 77.000°E | باكستان                   | غلغت-بلتستان - تملكه الهند |
| 34°56′N 77°0′E / 34.933°N 77.000°E | الهند                     | جامو وكشمير - تملكه باكستان · هيماجل برديش · هاريانا · دلهي · Haryana · راجستان · ماديا براديش · Rajasthan · Madhya Pradesh · Rajasthan · Madhya Pradesh · ماهاراشترا · كارناتاكا · أندرا برديش - لحوالي 10 km · Karnataka · Andhra Pradesh · Karnataka - لحوالي 16 km · Andhra Pradesh · تاميل نادو · كيرلا |
| 8°22′N 77°0′E / 8.367°N 77.000°E   | المحيط الهندي             | |
| 60°0′S 77°0′E / 60.000°S 77.000°E  | المحيط الجنوبي            | |
| 69°15′S 77°0′E / 69.250°S 77.000°E | القارة القطبية الجنوبية   | الإقليم الأسترالي في القارة القطبية الجنوبية, المطالب الإقليمية بالقارة القطبية الجنوبية by أستراليا |